# Tiffany (musikgrupp)
Tiffany var ett dansband från Kungälv i Sverige. Man startade dock som ett rockband, under namnet "Tencider". Namnet byttes senare till "Crazy Visions". Man gav ut några singlar under båda namnen. 
I slutet på 80-talet sadlade man om och blev ett dansband.
Tiffany medverkade i den svenska Melodifestivalen 1994, med melodin Håll om mig i kväll. Den slogs dock ut före slutomröstningen. Bandet spelade 1996 även in singeln Bandy Jump!, inför världsmästerskapet i bandy 1997 i Sverige.

## Diskografi

### Album
- Håll om mej ikväll - 1994

### Singlar
- När vi två är tillsammans/Darlin' - 1994
- Håll om mej ikväll/Needles and Pins - 1994
- Waves of Friendship/En våg av vänskap - 1995
- Bandy Jump! - 1996

## Melodier på Svensktoppen
- Lika blå som dina ögon - 1996[1]
- Det finns ingen jag älskat så - 1998

### Testades på Svensktoppen men missade listan
- Den väg som jag ska gå - 1997

### Fotnoter
1. ↑  ”Svensktoppen”. Sveriges radio. 25 februari 1996. http://sverigesradio.se/Diverse/AppData/Isidor/files/2023/3492.txt. Läst 28 januari 2017.